# イヴェルドン・レ・バン

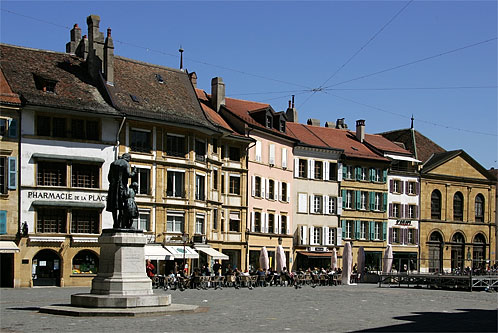
イヴェルドン・レ・バンの街並み

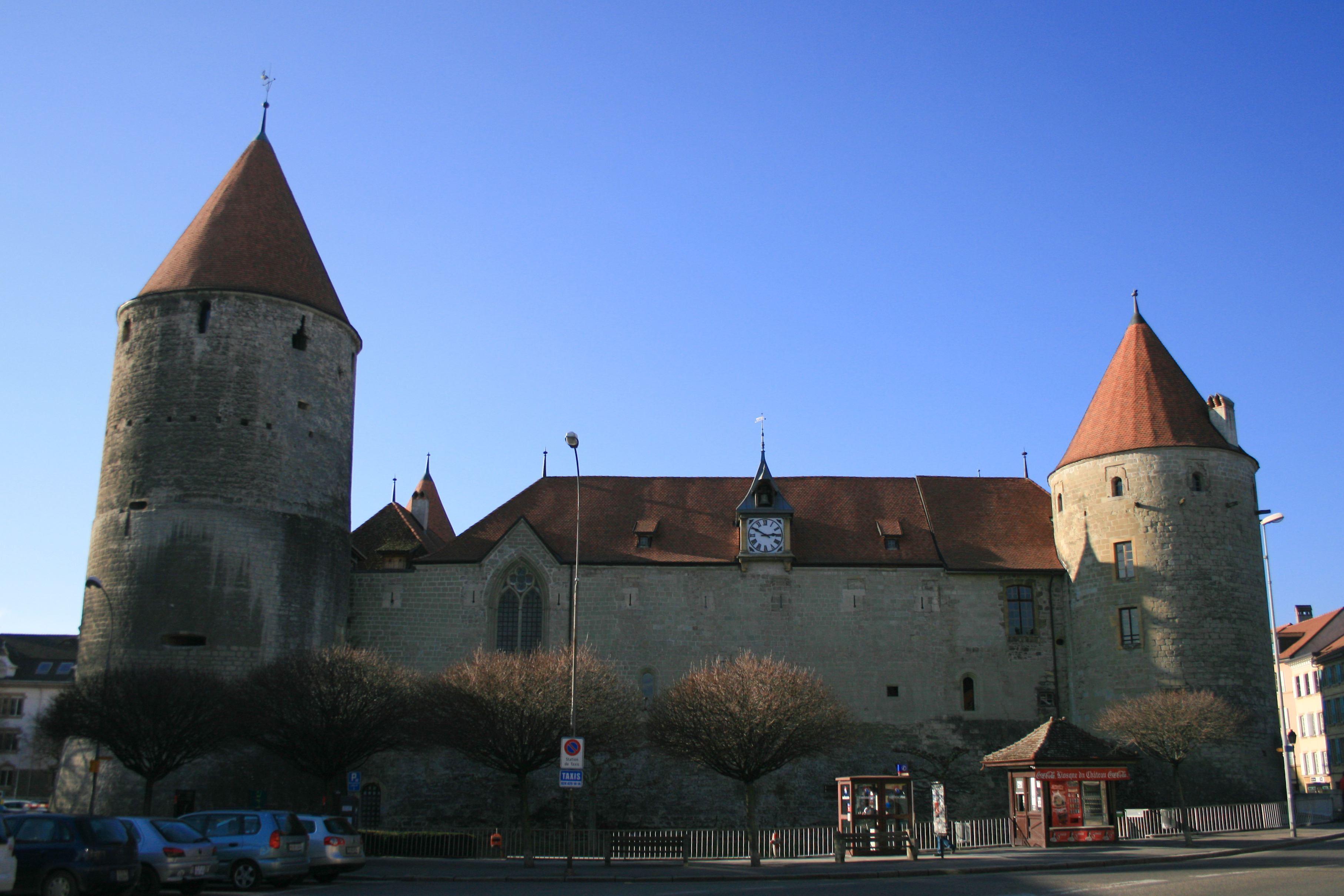
イヴェルドン城

イヴェルドン・レ・バン（イヴェルドン＝レ＝バン、Yverdon-les-Bains) は、スイス、ヴォー州にある基礎自治体で、ヌーシャテル湖の西南端に位置する。

## 概要
ケルトやローマ時代の遺跡が発掘されており、13世紀にサヴォイア家が戦略的な拠点としてこの町を築いた。旧市街には18世紀に再建された教会や市庁舎など、18/19世紀の建物が並んでいる。
イヴェルドン・レ・バン（イヴェルドン＝レ＝バン）は、2009年に歴史的な集落や建築などの保護に積極的な活動をした自治体を毎年選ぶワッカー賞を受賞した。
フランス語で“風呂”(Bains)　が地名の一部になっている通り、紀元前からの伝統を誇る名湯の地で、スイス有数の温泉リゾート地にもなっている。現在も29℃の硫黄泉が毎秒60リットルの勢いで湧き出ており、4つのプールを擁するスパ・センターがある。
イヴェルドン城は13世紀にサヴォイア家によって建てられ、街の防御に重要な役割を果たすと同時に領主の館として使われた。現在城内には、スイスの教育実践家、ペスタロッチの記念館、歴史・郷土博物館、ファッション博物館などが入っている。

## 出身者
- ヴァンサン・キュエレル - フィギュアスケート選手
- ミカエル・シモンエス・ドミンゲス - サッカー選手

## 姉妹都市
- 鏡野町
- ノジャン＝シュル＝マルヌ
- ポンタルリエ

## スポーツ
- イヴェルドン＝スポールFC - サッカークラブ